# Über Melissos, Xenophanes und Gorgias
Über Melissos, Xenophanes und Gorgias (altgriechisch Περὶ Μελίσσου, Ξενοφάνους καὶ Γοργίου; lateinisch De Melisso, Xenophane, Gorgia) ist ein philosophischer, doxographischer Essay eines unbekannten Autors aus der Antike. 
In der Altphilologie wird das Werk auch Libellus de MXG genannt und mit der Sigle MXG abgekürzt.

## Rezeptionsgeschichte
Lange Zeit wurde der Text fälschlicherweise Aristoteles zugeschrieben. Eine anerkannte Datierung des Werks gibt es nicht, die Lehrmeinungen reichen vom 3. Jahrhundert vor bis zum 1. Jahrhundert nach Christus.

## Inhalt
Im Text werden philosophische Positionen der drei Philosophen Melissos, Xenophanes und Gorgias von Leontinoi zusammengefasst, bewertet und kritisiert. Daher diente MXG immer wieder als wichtiges Testimonium für vorsokratische Philosophie.
Laut Karel Janácek ist MXG, obwohl es nur in sehr mangelhaftem Zustand erhalten geblieben ist, die glaubwürdigste Quelle für die Philosophie des Gorgias und sollte etwa den bei Diels-Kranz hauptsächlich verwendeten Testimonien des Sextus Empiricus vorgezogen werden.
Auch auf den eigenständigen philosophischen Inhalt des Werks wurde hingewiesen, etwa vom Philosophiehistoriker Jaap Mansfeld.